# بولیارتسی، استان وارنا
بولیارتسی (به بلغاری: Bolyartsi) روستایی در بلغارستان است که در شهرستان آورن واقع شده‌است.